# Ngôn ngữ ở Hồng Kông

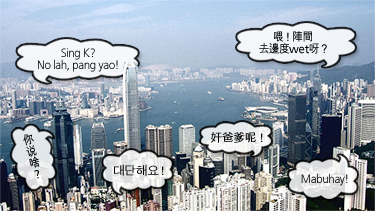
Các ngôn ngữ ở Hồng Kông

Luật Cơ bản của Hồng Kông quy định tiếng Anh và tiếng Trung là hai ngôn ngữ chính thức của Hồng Kông. Trong thời kỳ thuộc địa của Anh, tiếng Anh là ngôn ngữ chính thức duy nhất cho đến năm 1978 nhưng vẫn là ngôn ngữ chính thứ hai ở Hồng Kông. Vì phần lớn dân số ở Hồng Kông là hậu duệ của những người di cư từ tỉnh Quảng Đông của Trung Quốc, đại đa số có tiếng mẹ đẻ là tiếng Quảng Đông tiêu chuẩn hoặc các tiếng địa phương Quảng Đông khác, một số lượng nhỏ hơn nói tiếng Khách Gia hoặc tiếng Tiều, tiếng Mân Nam. Ngoài ra, người nhập cư và người nước ngoài từ phương Tây và các nước châu Á khác đã đóng góp nhiều vào sự đa dạng về ngôn ngữ và nhân khẩu học của Hồng Kông.

## Ngôn ngữ chính thức
| Tiếng mẹ đẻ ở Hồng Kông (2021)       | Tiếng mẹ đẻ ở Hồng Kông (2021)       | Tiếng mẹ đẻ ở Hồng Kông (2021) | Tiếng mẹ đẻ ở Hồng Kông (2021) | Tiếng mẹ đẻ ở Hồng Kông (2021) |
| ------------------------------------ | ------------------------------------ | ------------------------------ | ------------------------------ | ------------------------------ |
| Ngôn ngữ                             | Ngôn ngữ                             |                                | Tỉ lệ phần trăm                | Tỉ lệ phần trăm                |
| Tiếng Quảng Đông (official)          | Tiếng Quảng Đông (official)          |                                | 88.2%                          | 88.2%                          |
| Tiếng Anh (official)                 | Tiếng Anh (official)                 |                                | 4.6%                           | 4.6%                           |
| Tiếng Trung phổ thông                | Tiếng Trung phổ thông                |                                | 2.3%                           | 2.3%                           |
| Các tiếng địa phương Trung Quốc khác | Các tiếng địa phương Trung Quốc khác |                                | 2.8%                           | 2.8%                           |
| Các thứ tiếng khác                   | Các thứ tiếng khác                   |                                | 2.1%                           | 2.1%                           |

Tiếng Anh là ngôn ngữ chính thức duy nhất của Hồng Kông từ năm 1883 đến năm 1974. Chỉ sau giai đoạn các cuộc biểu tình và kiến nghị của người dân Hồng Kông đòi vị thế bình đẳng cho tiếng Trung, ngôn ngữ này mới trở thành ngôn ngữ chính thức ở Hồng Kông từ năm 1974 trở đi. Phụ lục I của Tuyên bố chung Trung - Anh năm 1984 quy định rằng tiếng Anh có thể được sử dụng ngoài tiếng Trung cho các mục đích chính thức tại Đặc khu Hành chính Hồng Kông trong tương lai. Vào tháng 3 năm 1987, Pháp lệnh Ngôn ngữ Chính thức đã được sửa đổi để yêu cầu tất cả các luật mới phải được ban hành song ngữ bằng cả tiếng Anh và tiếng Trung. Năm 1990, Luật Cơ bản Hồng Kông khẳng định tình trạng ngôn ngữ đồng chính thức của tiếng Anh với tiếng Hoa sau khi bàn giao năm 1997.

## Tiếng Trung
Do sự nhập cư của dân cư từ vùng Quảng Đông vào Hồng Kông mà tiếng Quảng Đông phương ngôn chiếm ưu thế ở đây. Ngoài ra còn nhiều phương ngôn của các dân cư bản địa mà không thể thông hiểu lẫn nhau. 
Cũng có một ngôn ngữ viết dựa trên từ vựng và ngữ pháp của tiếng Quảng Đông khẩu ngữ được gọi là tiếng Quảng Đông viết. Mặc dù chính sách không ủng hộ tiếng Quảng Đông viết, nhưng nó đã trở nên phổ biến trên các phương tiện truyền thông tin tức có liên quan đến giải trí và tin tức địa phương. Tiếng Quảng Đông viết khó hiểu đối với những người không nói tiếng Quảng Đông và được một số nhà giáo dục coi là không chuẩn mặc dù nó được sử dụng rộng rãi ở Hồng Kông. Một số người chấp nhận tiếng Quảng Đông viết vì đã nó giải quyết những thách thức mà tiếng Trung viết tiêu chuẩn phải đối mặt trong văn hóa đại chúng.
Các ký tự Trung Quốc truyền thống được sử dụng rộng rãi và là tiêu chuẩn viết trên thực tế ở Hồng Kông. Tiếng Trung giản thể được nhìn thấy trong một số áp phích, tờ rơi, bảng hiệu ở các khu du lịch.

### Tiếng Quảng Đông
Ngôn ngữ chủ yếu của Hồng Kông là tiếng Quảng Đông chuẩn (粵語, 廣州話, 廣東話, 廣府話, 白話, 本地話), được 88,2% dân số sử dụng tại nhà hàng ngày. Là một ngôn ngữ chính thức, nó được sử dụng trong giáo dục, phát thanh truyền hình, quản lý chính phủ, pháp luật và tư pháp, cũng như trong giao tiếp hàng ngày. Do ưu thế của nó trong toàn cộng đồng, tiếng Quảng Đông hầu như là ngôn ngữ độc quyền trong diễn ngôn chính thức ở tất cả các cấp hành pháp, lập pháp và tòa án của Hồng Kông.

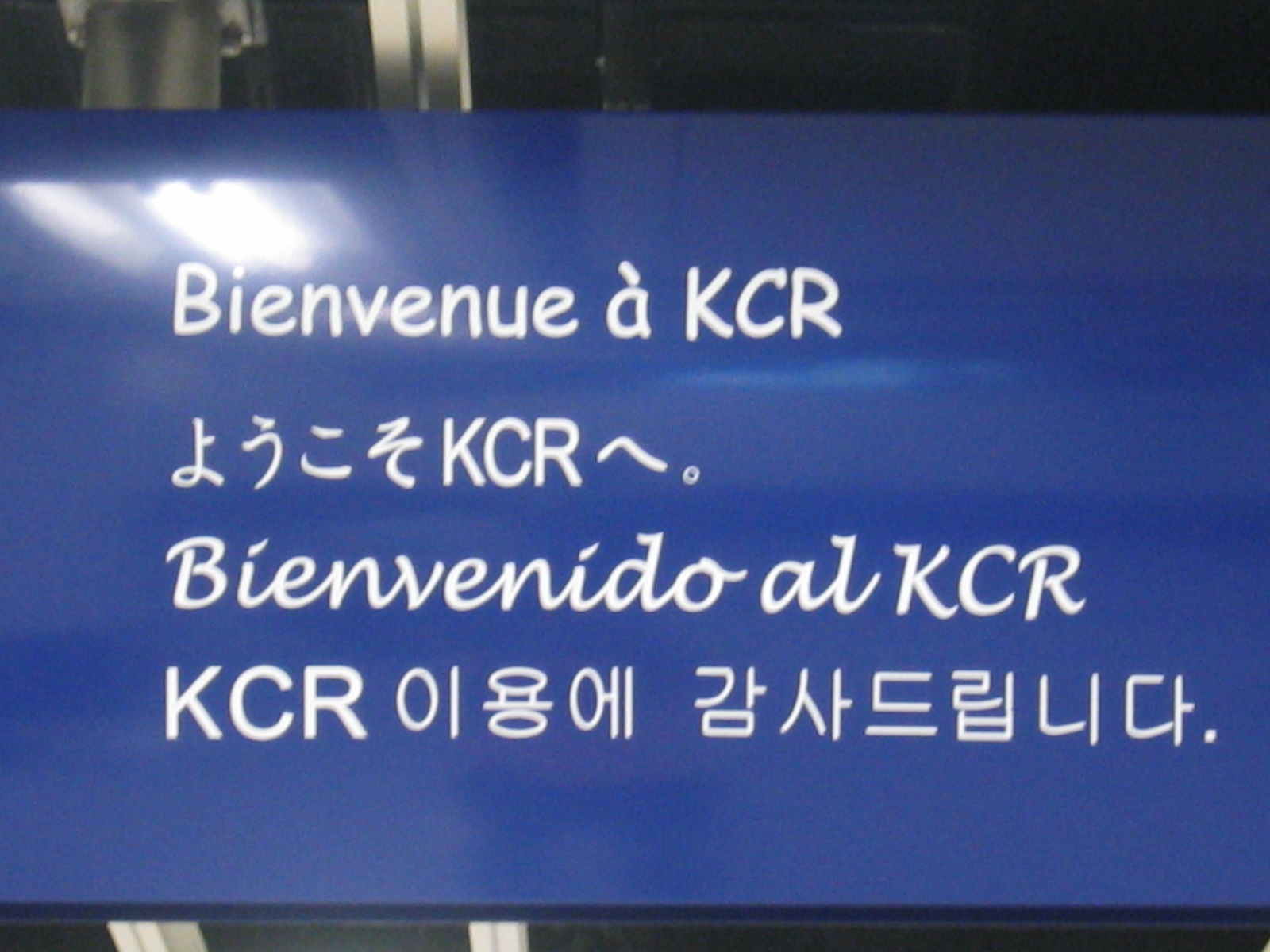
Một phần của bảng hiệu chào đón đa ngôn ngữ tại nhà ga KCR East Tsim Sha Tsui cũ. (Từ trên xuống: Pháp, Nhật, Tây Ban Nha và Hàn Quốc).

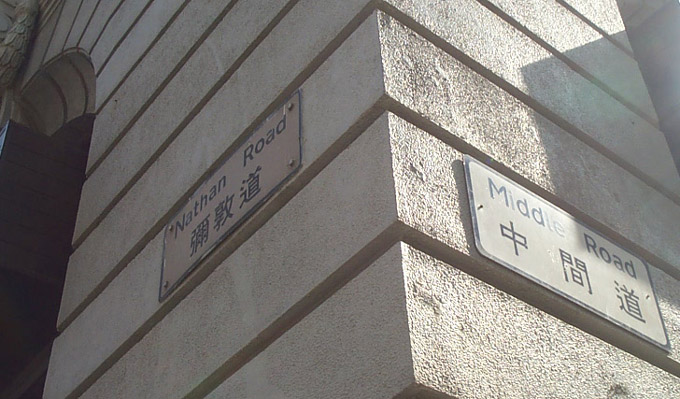
Tên đường ở Hồng Kông được viết bằng cả tiếng Anh và tiếng Trung

### Các phương ngôn bản địa
Một vài phương ngữ liên quan chặt chẽ với tiếng Quảng Đông tiêu chuẩn tiếp tục được nói ở Hồng Kông. Đáng chú ý nhất là phương ngữ Vị Đầu (圍頭話), chủ yếu được nói bởi thế hệ cũ sống trong các ngôi làng ở Tân Giới. Ngoài ra, người Tanka (蜑家人/疍家人/水上人) từ các làng chài trên các hòn đảo xa xôi nói biến thể tiếng Quảng Đông của riêng họ. Tuy nhiên, phương ngữ này hiện nay phần lớn chỉ giới hạn ở những người trung niên trở lên.

### Tiếng Khách Gia
Khách Gia là người bản địa ở nhiều khu vực ở Tân Giới và trong các cộng đồng Khách Gia ở Hồng Kông. Ngày nay, bên ngoài những khu vực này và những nhóm dân cư lớn tuổi, thì nhóm người Khách Gia trẻ giao tiếp chủ yếu bằng tiếng Quảng Đông.

### Tiếng Mân Nam
Triều Châu, Phúc Kiến và Đài Loan là các phương ngữ tiếng Hoa của người Mân Nam (Mân Nam) thường thấy ở Hồng Kông. Tuy nhiên, việc sử dụng chúng phần lớn chỉ giới hạn ở những người di cư gần đây từ Đài Loan hoặc Phúc Kiến và hậu duệ ở độ tuổi trung niên của những người nhập cư từ các vùng bản ngữ này.

### Tiếng Đài Sơn
Tiếng Đài Sơn bắt nguồn từ những người di cư từ quận Đài Sơn ở Trung Quốc đại lục. Tiếng Đài Sơn vẫn có thể được tìm thấy ở một số khu vực ở Hồng Kông nơi người di cư tập trung, chẳng hạn như Sai Wan.

### Tiếng Thượng Hải
Tiếng Thượng Hải, hay tiếng Ngô nói chung, thường được nói bởi những người di cư trốn khỏi Thượng Hải sau khi Đảng cộng sản tiếp quản Trung Quốc vào năm 1949. Con cháu của họ đã hòa nhập vào xã hội nói tiếng Quảng Đông chính thống. Tuy nhiên, vẫn có một cộng đồng người nhập cư khá lớn sau cuộc cải cách kinh tế của Trung Quốc vào năm 1978 và khoảng 1,1% dân số nói tiếng Thượng Hải theo điều tra dân số năm 2016.

### Tiếng Quan Thoại
Khi Hồng Kông còn là thuộc địa của Vương quốc Anh, tiếng Quan Thoại (普通話/現代標準漢語/國語/北方話) không được sử dụng rộng rãi ở Hồng Kông. Kể từ khi bàn giao năm 1997, sự gia tăng mạnh mẽ của du lịch trong nước từ đại lục đã dẫn đến việc sử dụng rộng rãi hơn nhiều tiếng Quan thoại, đặc biệt là trong thương mại liên quan đến du lịch.
Ngoài ra, số lượng lớn trẻ em soeng1 fei1 (雙非) (trẻ em sinh ra ở Hồng Kông có cha mẹ đều đến từ Đại lục) đã làm tăng số lượng người nói tiếng Quan thoại, đặc biệt là ở các quận gần biên giới, chẳng hạn như lượng trẻ em biết nói tiếng Quan Thọai chiếm tỷ lệ lớn hoặc thậm chí là chủ yếu trong số các học sinh tiểu học ở các quận đó, dẫn đến sự bắt đầu chuyển đổi ngôn ngữ ở khu vực đó.

## Tiếng Anh

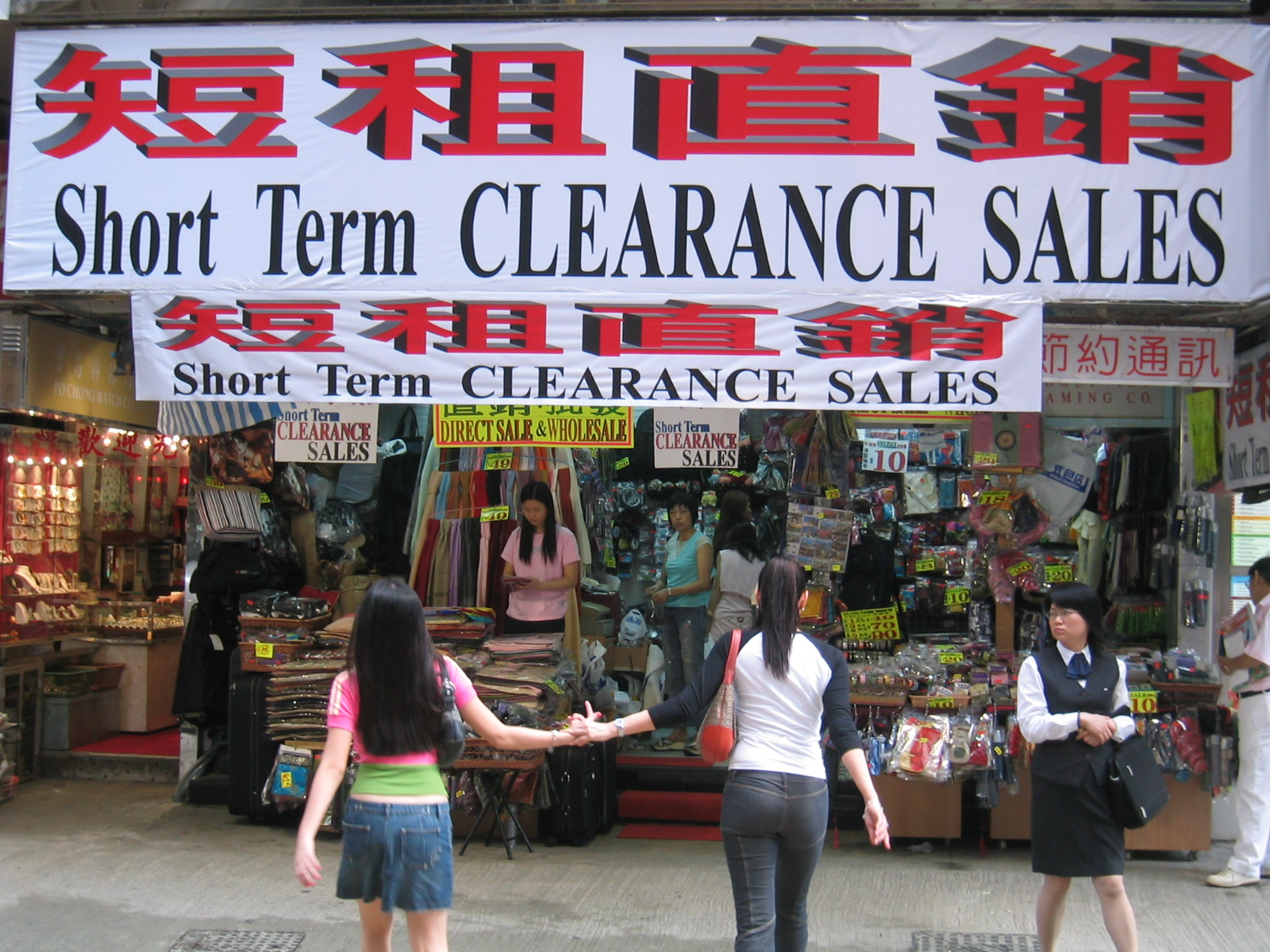
Một biểu ngữ bán hàng song ngữ treo trước một cửa hàng ở Vịnh Causeway.

Tiếng Anh là ngôn ngữ hành chính chính ở Hồng Kông và được sử dụng rộng rãi trong các hoạt động thương mại và các vấn đề pháp lý. Mặc dù chủ quyền của Hồng Kông đã được Vương quốc Anh chuyển giao cho Trung Quốc vào năm 1997, tiếng Anh vẫn là một trong những ngôn ngữ chính thức của Hồng Kông như được quy định trong Luật cơ bản.
Nhiều người Hồng Kông sử dụng cả tiếng Quảng Đông và tiếng Anh, hay còn gọi là "code-switch", trong cùng một câu khi nói. Ví dụ: "唓，都唔 make sense!" ("Chà, thật vô nghĩa!"). Code-switch có thể tự do kết hợp các từ tiếng Anh và ngữ pháp tiếng Trung, chẳng hạn như "你 un 唔 understand?" ("Bạn có hiểu không?") theo cú pháp ngữ pháp tiếng Trung 'động từ - không - động từ' để hỏi "Bạn có (động từ) không?".
Một số từ Code-switch được sử dụng thường xuyên đến mức chúng trở thành từ vay mượn trong tiếng Quảng Đông, ví dụ:
- "like", đọc là "lai-kee" /laːi55kʰi35/.
- "Partner", đọc là  "pat-la" /pʰaːt̚55laː21/.
- "File", đọc là  "fai-lo" /faːi55lou35/.
- "Number", đọc là  "lum-ba" /lɐm55pa35/.
- "Case", đọc là  "kei-see" /kʰei55si35/.

## Các ngôn ngữ châu Âu khác

### Tiếng Pháp
Ở Hồng Kông, tiếng Pháp là ngoại ngữ được học nhiều thứ hai sau tiếng Nhật. Nhiều tổ chức ở Hồng Kông, như Alliance Française, cung cấp các khóa học của Pháp. Các trường đại học địa phương, như Đại học Hồng Kông (University of Hong Kong), Đại học Hồng Kông Trung Quốc (Chinese University of Hong Kong) và Đại học Baptist Hồng Kông cung cấp các chương trình nhằm phát triển trình độ ngôn ngữ và văn hóa Pháp. Tiếng Pháp cũng được đưa vào như một môn học trong kỳ thi tống nghiệp Trung Học ở Hồng Kông (香港中學會考 HKCEE), nhưng  trong kỳ thi Cao khảo của Hồng Kông (香港高級程度會考 HKALE) thì không có.
Các nhà phát triển bất động sản ở Hồng Kông đôi khi đặt tên cho các tòa nhà của họ bằng tiếng Pháp, như Bel-Air, Les Saisons và Belle Mer. Tiếng Pháp cũng được sử dụng trong các cửa hàng và nhà hàng.

### Tiếng Đức
Số lượng người nói tiếng Đức ở Hồng Kông là khoảng 5000 người, đủ đáng kể để thành lập Trường Quốc tế Thụy Sĩ Đức (Deutsch-Schweizerische Internationale Schule), với số lượng hơn 1.000 học sinh, tại The Peak của Đảo Hồng Kông. Nhiều tổ chức ở Hồng Kông cung cấp các khóa học tiếng Đức, nổi tiếng nhất là Viện Goethe, nằm ở Wan Chai. Sau một thời gian học tiếng Đức nhất định, sinh viên có thể tham gia kỳ thi Kiểm tra tiếng Đức như một ngoại ngữ (Test Deutsch als Fremdsprache; viết tắt là TestDaF). Hiện tại có hai trung tâm tổ chức thi TestDaF tại Hồng Kông: Viện Goethe và Đại học Baptist Hồng Kông (HKBU). Chương trình của Đại học Baptist Hồng Kông cũng cung cấp khóa học cấp bằng Nghiên cứu Châu Âu của hệ tiếng Đức, Cử nhân Khoa học Xã hội về Nghiên cứu Châu Âu (Luồng Đức), song song với luồng tiếng Pháp. Một chương trình nhỏ tiếng Đức được cung cấp tại Trung tâm Ngôn ngữ của HKBU. Đại học Hồng Kông cung cấp chuyên ngành tiếng Đức. Đại học Trung Quốc của Hồng Kông cung cấp các khóa học mùa hè phổ biến bằng tiếng Đức và phổ biến. Đại học Khoa học và Công nghệ Hồng Kông cung cấp tiếng Đức cho khoa học và công nghệ.

## Các ngôn ngữ châu Á khác

### Tiếng Nhật
Có hơn 25.000 người Nhật ở Hồng Kông, vì vậy tiếng Nhật cũng thường xuyên được bắt gặp. Hơn 10.000 người ở Hồng Kông đã thi JLPT vào năm 2005. 
Văn hóa Nhật Bản, đặc biệt là văn hóa đại chúng, đã phổ biến ở Hồng Kông trong nhiều thập kỷ. Người Hồng Kông thỉnh thoảng thay chữ Hán bằng chữ Kanji. Ngoài ra, Cơ quan đăng ký công ty cũng cho phép sử dụng chữ hiragana の trong tên doanh nghiệp Trung Quốc được đăng ký tại Hồng Kông. Chữ hiragana の thường được sử dụng thay cho chữ Hán 之 (zi1) và được đọc như vậy ở Hồng Kông. Trên thực tế, cũng có những từ vay mượn từ kanji như 駅 'eki' của Nhật Bản để thay thế 站 (Jyutping: zaam6) (cả 站 và 駅 đều có nghĩa là "nhà ga" trong ngôn ngữ tương ứng). Ngoài ra còn có một số điền trang tư nhân được đặt tên bằng chữ Hán 駅. Những từ mượn này được người Hồng Kông phát âm tương tự chữ Hán của chúng (ví dụ: の là 之, và 駅 là 站).

Bảng hiệu của trung tâm mua sắm Nu Front tại Vịnh Causeway. Ký tự 站, được thay thế bằng 駅.

### Tiếng Hàn
Người Hàn Quốc ở Hồng Kông chỉ chiếm thiểu số nhưng văn hóa Hàn Quốc đã trở nên phổ biến từ đầu những năm 2000. Nhạc pop là phương tiện truyền thông Hàn Quốc đầu tiên xâm nhập thị trường Hồng Kông. Kể từ đó, một số bộ phim truyền hình Hàn Quốc như Nàng Dae Jang Geum được phát sóng đã thu hút đông đảo khán giả. Có khoảng 1.000 sinh viên tham gia các khóa học tiếng Hàn tại Đại học Hồng Kông Trung Quốc mỗi năm, bao gồm cả sinh viên đại học cũng như các chuyên gia đăng ký các chương trình giáo dục thường xuyên. Khoảng 3.000 người đã tham gia Bài kiểm tra trình độ tiếng Hàn kể từ khi nó được giới thiệu ở Hồng Kông vào năm 2003. Các cuộc khảo sát và thống kê từ việc đăng ký khóa học đã chỉ ra rằng 9/10 sinh viên học tiếng Hàn ở Hồng Kông là nữ.

## Các ngôn ngữ Đông Nam Á

### TiếngPhilippines
Tiếng Philipin và các ngôn ngữ khác của Philippin được người Philippin ở Hồng Kông sử dụng, hầu hết trong số họ được thuê làm giúp việc gia đình nước ngoài, ccũng có thể dễ dàng tìm thấy báo và tạp chí bằng tiếng Philippin ở khu trung tâm Hồng Kông. Cũng có một số ít nhà thờ ở Hồng Kông có thánh lễ hoặc nghi lễ bằng tiếng Philippin, ví dụ như thánh lễ buổi chiều do Nhà thờ St. John's ở Central cử hành.

### Tiếng Indonesia
Tiếng Indonesia là ngôn ngữ chung của một số lượng đáng kể người Indonesia làm việc tại Hồng Kông, mặc dù tiếng Java cũng được sử dụng rộng rãi. Hầu hết là người giúp việc gia đình; Vào những ngày nghỉ, họ thường tụ tập tại Công viên Victoria ở Vịnh Causeway, và có thể nghe thấy tiếng Indonesia.

### Tiếng Thái
Tiếng Thái chiếm ưu thế trong cộng đồng người Thái ở Hồng Kông, những người chủ yếu làm công việc giúp việc gia đình. Tiếng Thái được thấy ở nhiều cửa hàng và nhà hàng do người Thái làm chủ ở Thành phố Cửu Long. Một số phim Thái Lan đã được nhập khẩu từ đầu những năm 2000, chẳng hạn như The Wheel in the medley Three, Jan Dara, the Iron Ladies, My Little Girl, và Ong-Bak: Muay Thai Warrior và Tom-Yum-Goong do Tony Jaa. đóng vai chính.

### Tiếng Việt
Tiếng Việt được sử dụng ở Hồng Kông trong số những người gốc Hoa từ Việt Nam ban đầu định cư ở Việt Nam và quay lại Hồng Kông. Ngôn ngữ này cũng được sử dụng bởi những người tị nạn Việt Nam rời quê hương trong Chiến tranh Việt Nam.

## Ngôn ngữ Nam Á
Năm 2006, có ít nhất 44.744 người gốc Nam Á sống ở Hồng Kông. Ở Hồng Kông, ó thể thấy các biển hiệu viết bằng tiếng Hindi hoặc tiếng Urdu và có thể nghe thấy các ngôn ngữ Nam Á bao gồm tiếng Nepal, Sindhi và Punjabi, cũng như tiếng Urdu, Hindi và Tamil được sử dụng trong giao tiếp.
Hong Kong có hai tờ báo tiếng Nepal là The Everest và Sunrise Weekly Hong Kong. Năm 2004, Cục Nội vụ và Metro Plus AM 1044 cùng phát động chương trình phát thanh Hong Kong-Pak Tonight bằng tiếng Urdu và Hamro Sagarmatha bằng tiếng Nepal.

### Tiếng Hindi
Lịch sử của người Ấn Độ ở Hồng Kông bắt nguồn từ những ngày đầu khi Hồng Kông thuộc Anh. Thời điểm lá cờ Liên minh của Vương quốc Anh được kéo lên vào ngày 26 tháng 1 năm 1841, có khoảng 2.700 binh sĩ Ấn Độ tham gia và họ đóng một vai trò quan trọng trong sự phát triển của Hồng Kông trong những ngày đầu. Những đóng góp nổi bật nhất là việc thành lập Đại học Hồng Kông (HKU), Tập đoàn Ngân hàng Hồng Kông và Thượng Hải (HSBC) và Star Ferry.
Mặc dù gần như tất cả người Ấn Độ sống ở Hồng Kông đều nói và viết tiếng Anh Ấn Độ, nhưng một số người vẫn duy trì việc sử dụng tiếng Hindi như ngôn ngữ thứ hai.

## Ngôn ngữ Trung Đông

### Tiếng Ả Rập
Tiếng Ả Rập được sử dụng thường xuyên giữa các thành viên của cộng đồng Hồi giáo ở Hồng Kông. Một số tổ chức Hồi giáo cũng dạy ngôn ngữ này.

## Ngôn ngữ ký hiệu
Ngôn ngữ ký hiệu Hồng Kông được cộng đồng người khiếm thính ở Hồng Kông sử dụng; có nguồn gốc từ phương ngữ miền nam của ngôn ngữ ký hiệu Trung Quốc, nhưng hiện tại đã là một ngôn ngữ độc lập, không thể thông hiểu lẫn nhau.